# Don S. Davis
Donald Sinclair Davis (Aurora, 4 de agosto de 1942-Gibsons, 29 de junio de 2008) fue un actor estadounidense, además de profesor de teatro, pintor y capitán en el ejército de Estados Unidos.

## Carrera
Se hizo conocido por interpretar al general George Hammond en la serie televisiva de ciencia ficción Stargate SG-1 (1997-2007), y también por el papel del mayor Garland Briggs en la serie Twin Peaks (1990-1991). En el programa de TV MacGyver, fue doble de trucos y fotografía de Dana Elcar. Davis apareció en dos episodios de MacGyver como un personaje diferente en cada ocasión. Su primera aparición fue como el conductor de un camión de cementos en el episodio «Blow out», y la segunda como el cazador furtivo Wyatt Porter en «The Endangered». También interpretó al padre de Dana Scully en la serie The X-Files.
Es posible que la audiencia canadiense también esté familiarizada con Davis gracias a su aparición en uno de los famosos Heritage Minutes, en el cual él hizo de un arrogante buscador de oro, que tira un arma sobre Mountie Sam Steele. Además interpretó el papel del mánager Racine Belles en la película A League of Their Own. Asimismo, Davis tuvo un rol como artista invitado en el episodio piloto de la serie comedia-drama televisiva Psych, interpretando al personaje del Sr. McCallum.

## Vida personal
Davis nació en Aurora (Misuri), un pueblo en las montañas Ozark. Obtuvo un grado en teatro y artes del Southwest Misuri State College. Recibió una maestría en teatro de la Universidad del Sur de Illinois Carbondale en 1970. Dio clases durante varios años antes de regresar a la SIU para completar su PhD en teatro. Comenzó a trabajar en la industria del cine en los años ochenta, mientras enseñaba en la Universidad de Columbia Británica. En 1987 dejó de dar clases para dedicarse a la actuación a tiempo completo.
No satisfecho solo con actuar, también fue un artista visual, pasando la mayor parte de su tiempo libre pintando o tallando. Davis creció pintando, esculpiendo y dibujando. Siguió practicando estas artes su vida entera, complementando su ingreso con comisiones de diseño y ventas de arte.

## Fallecimiento
Davis murió el 29 de junio de 2008 a los 65 años.
La causa de su muerte, como se informó, fue un ataque al corazón.
En lugar de flores o regalos, la familia Davis solicitó que las donaciones se hicieran a la Asociación Estadounidense del Corazón, en su memoria. Los escritores de Stargate Atlantis le rindieron homenaje mencionando la muerte de su personaje en la serie de la misma manera, e incluso nombraron una nave espacial con el nombre de este, en el episodio final de Stargate Atlantis, el cual se emitió el 9 de enero de 2009. En el episodio «Air» (1 y 2) de la primera temporada de la serie Stargate Universe (2009-2011) que se emitió el 2 de octubre de 2009, aparece la nave terrícola General Hammond, en honor del personaje que interpretó el actor en Stargate SG-1 (1997-2007), en Stargate Atlantis (2004) y en Stargate: Continuum (2008).

## Filmografía
- 2008: Wyvern, como el coronel (dedicado a Davis).
- 2008: Burn Up.
- 2008: Beyond Loch Ness, como Neil Chapman
- 2008: Far Cry.
- 2008: Stargate: Continuum, como el teniente general George Hammond
- 2008: The Unquiet, como Bud Rollins
- 2007: Supernatural.
- 2006: Psych.
- 2006: The West Wing, como el reverendo Don Butler
- 2004: G.I. Joe: Valor vs. Venom, como Wild Bill (voz).
- 2004: Meltdown, como NRC Carl Mansfield
- 2004: Miracle, como Bob Fleming
- 2004: NCIS, como oficial de control de MTAC
- 2004: Andromeda, como Avineri
- 2004: Stargate Atlantis, como el mayor general George Hammond
- 2003: Savage Island, como Keith Young
- 2003: G. I. Joe: Spy Troops the Movie, como Wild Bill (voz).
- 2003: The Twilight Zone, como el doctor Tate
- 2002: The Chris Isaak Show, como Del
- 2002: Just Cause, como Thornton
- 2002: Deadly Little Secrets, como el jefe
- 2001: Hostage Negotiator, como Alexander Daniels
- 2000: El Sexto Día, como el cardenal de la Jolla
- 2000: Best in Show,, como el juez Everett Bainbridge
- 2000: Suspicious River, como hombre con camisa de golf
- 1999: Atomic Train, como el general Harlan Ford
- 1997-2007: Stargate SG-1, como el mayor general/teniente general George Hammond
- 1997: Con Air, como un hombre en un auto
- 1997: Volcano: fuego en la montaña, como alcalde Bob Hart
- 1996: Viper, como Lloyd
- 1996: Prisoner of Zenda, Inc., como el coronel Zapf
- 1991: Hook, como el doctor Fields
- 1991: The Gambler Returns: The Luck of the Draw, como anunciador de rodeo
- 1991: Omen IV: The Awakening, como Jake Madison
- 1990: Look Who's Talking Too,, como el doctor Fleischer
- 1990-1991: Twin Peaks (1990–1991), como el mayor Garland Briggs
- 1990: Cadence, como Haig
- 1989: Look Who's Talking, como el doctor Fleischer
- 1985-1991: MacGyver, como doble de riesgo de Dana Elcar
- 1982: Joanie Loves Chachi, como Benny